# المصارعة العالمية المتحدة
المصارعة العالمية المتحدة (بالإنكليزية: United World Wrestling) واختصاراً (UWW) هي الهيئة الدولية الحاكمة لرياضة مصارعة الهواة. وتشمل واجباته الإشراف على المُصارعة في الأولمبياد. يرأس المُسابقات الدولية لمُختلف أشكال المُصارعة، بما في ذلك المصارعة اليونانية الرومانية، المُصارعة الحُرَّة للرجال والنساء، وكذلك الآخرين. الحدث الرئيسي للاتحاد هو بطولة المصارعة العالمية. كان يُعرَف سابقًا باسم FILA (بالفرنسية: Fédération Internationale des Luttes Associées)‏ الاتحاد الدولي لأنماط المُصارعة المُرتبطة. حملَت اسمها الحالي في سبتمبر 2014.